# Roland Cubitt
Roland Calvert Cubitt (ur. 26 stycznia 1899 w Londynie, zm. 28 października 1962 w Dorking) - brytyjski arystokrata, 3. baron Ashcombe, syn Henry’ego Cubitta, 2. barona Ashcombe, i Maud Marianne Calvert, córki pułkownika Archibalda Calverta.

## Życiorys

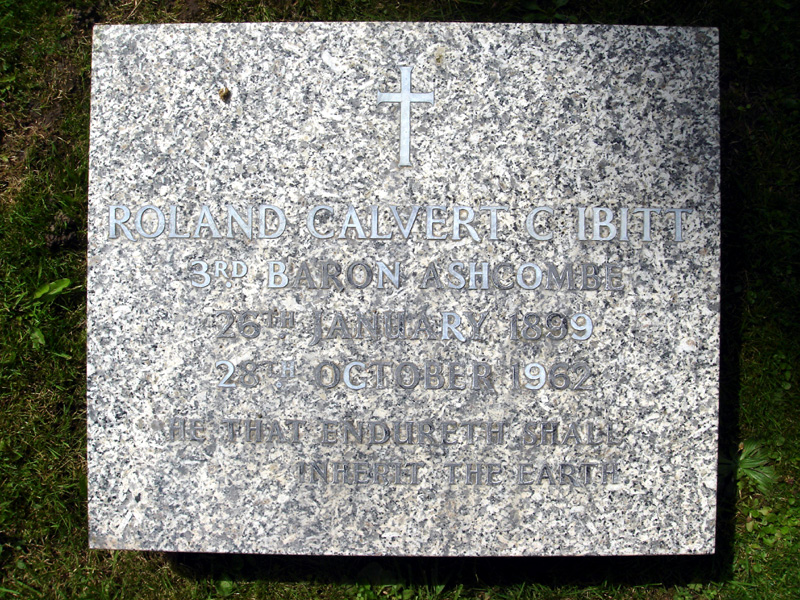
Tablica poświęcona Rolandowi Cubittowi w kościele w Ranmore Common

Wykształcenie odebrał w Eton College i Royal Military College Sandhurst. Służbę wojskową odbywał w Coldstream Guards, gdzie dosłużył się stopnia porucznika. Był zastępcą Lorda Namiestnika, a od 1940 roku Wicelordem Namiestnikiem Surrey. Po śmierci ojca w 1947 roku odziedziczył tytuł barona Ashcombe i zasiadł w Izbie Lordów.

## Życie prywatne
16 listopada 1920 roku w Guard’s Chapel w Wellington Barracks w Londynie poślubił Sonię Rosemary Keppel (ur. 24 maja 1900, zm. 16 sierpnia 1986), córkę George’a Keppela i Alice Edmonstone, córki Williama Edmonstone’a, 4. baroneta. Roland i Sonia mieli razem dwóch synów i córkę:
- Rosalind Maud Cubitt (ur. 11 sierpnia 1921, zm. 14 lipca 1994)[1], wyszła za mąż za majora Bruce’a Shanda, miała dzieci (jednym z nich jest Kamila, od 2022 roku królowa Wielkiej Brytanii[2][3])
- Henry Edward Cubitt (ur. 31 marca 1924, zm. 4 grudnia 2013), 4. baron Ashcombe[1]
- Jeremy John Cubitt (ur. 7 maja 1927, zm. 12 stycznia 1958)[1], ożenił się z Dianą Du Cane, miał dzieci

Roland i Sonia rozwiedli się 4 lipca 1947 roku. Lord Ashcombe żenił się jeszcze dwukrotnie. Po raz drugi 6 sierpnia 1948 roku z Idiną Joan Myddelton (zm. 9 października 1954), córką pułkownika Roberta Myddeltona i lady Violet Nevill, córki Williama Nevilla, 1. markiza Abergavenny. Małżeństwo to nie doczekało się potomstwa. Również bezdzietne pozostało trzecie małżeństwo Ashcombe’a, zawarte 2 lipca 1959 roku z Jean Garland (ur. ok. 1927, zm. 5 marca 1973), córką Charlesa Garlanda. Roland Cubitt zmarł po trzech latach małżeństwa. Tytuł parowski odziedziczył jego najstarszy syn z pierwszego małżeństwa. 